# Coppa Italia 2001/02
Die Coppa Italia 2001/02, der bedeutendste italienische Pokalwettbewerb, begann in der Saison 2001/02 am 12. August 2001 mit den ersten Gruppenspielen. Die beiden Finalspiele fanden am 24. April und 10. Mai 2002 zwischen dem AC Parma und Juventus Turin statt. Parma entschied das Finale nach einer 1:2-Auswärtsniederlage im Stadio delle Alpi und einem 1:0-Erfolg im heimischen Stadio Ennio Tardini mit einem Endstand von 2:2 entsprechend der Auswärtstorregel für sich und feierte damit den dritten und bisher letzten Coppa-Italia-Titel in der Vereinsgeschichte, nachdem man im Vorjahr im Finale am AC Florenz gescheitert war.

## Modus
An der 54. Auflage der Coppa Italia nahmen insgesamt 48 Mannschaften aus den drei höchsten Spielklassen Italiens teil. Die höchste Spielklasse, die Serie A, stellte insgesamt 18 Vereine. Dabei waren die ersten acht Mannschaften der Abschlusstabelle der Vorsaison direkt für das Achtelfinale gesetzt. Die Mannschaften der Plätze 9–14 der vorangegangenen Saison sowie die beiden besten Aufsteiger der vergangenen Serie B Saison waren wiederum für die Qualifikationsrunde gesetzt.
Die acht verbliebenen Plätze für die Qualifikationsrunde wurden in einer Gruppenphase ermittelt. In acht Gruppen mit je vier Mannschaften spielten in jedem Fall die 20 Mannschaften der Serie B, die Absteiger der vergangenen Serie B sowie die Aufsteiger der Serie C1 (heute Lega Pro Prima Divisione) und die Finalisten der vergangenen Coppa Italia der Serie C. Da Ravenna Calcio aufgrund von finanziellen Engpässen in die Serie C2 (heute Lega Pro Seconda Divisione) zwangsversetzt wurde, rückten insgesamt fünf Nicht-Aufsteiger der vergangenen Serie C1 in das Teilnehmerfeld. Diese wurden ihrer erreichten Punktzahl entsprechend aus Girone A und Girone B ausgewählt.
Nur die jeweiligen Gruppenersten stießen dann in die Qualifikationsrunde vor.
In der Gruppenphase spielte jeder ein Spiel gegen jeden, ab der Qualifikationsrunde für das Achtelfinale wurde jeweils ein Hin- und Rückspiel ausgetragen.
Bei Punktgleichheit in der Gruppenphase wurden zuerst die Tordifferenz und die erzielten Tore als Vergleich herangezogen. Sollte immer noch keine Entscheidung gefunden sein, zählte der direkte Vergleich, ehe schließlich das Los entschied. Sollten sich jedoch die entsprechenden Mannschaften im letzten Gruppenspiel gegenübergestanden haben, wurde mit einer Verlängerung von zweimal 15 Minuten inklusive Golden Goal und einem möglichen Elfmeterschießen eine Entscheidung erspielt, sofern mit dem Spielstand nach 90 Minuten die oben genannten Kriterien erfüllt wurden.

## Gruppenphase

### Gruppe A
| Pl. | Verein              | Sp. | S | U | N | Tore    | Diff. | Punkte |
| --- | ------------------- | --- | - | - | - | ------- | ----- | ------ |
| 1.  | CFC Genua           | 3   | 2 | 1 | 0 | 008:300 | +5    | 07     |
| 2.  | FBC Treviso         | 3   | 1 | 1 | 1 | 003:300 | ±0    | 04     |
| 3.  | ASD Atletico Arezzo | 3   | 0 | 2 | 1 | 004:500 | −1    | 02     |
| 4.  | AS Bari             | 3   | 0 | 2 | 1 | 001:500 | −4    | 02     |

| 1. Spieltag         |     |                     |
| ASD Atletico Arezzo | 2:2 | CFC Genua           |
| FBC Treviso         | 0:0 | AS Bari             |
| 2. Spieltag         |     |                     |
| AS Bari             | 1:1 | ASD Atletico Arezzo |
| CFC Genua           | 2:1 | FBC Treviso         |
| 3. Spieltag         |     |                     |
| CFC Genua           | 4:0 | AS Bari             |
| FBC Treviso         | 2:1 | ASD Atletico Arezzo |

### Gruppe B
| Pl. | Verein              | Sp. | S | U | N | Tore    | Diff. | Punkte |
| --- | ------------------- | --- | - | - | - | ------- | ----- | ------ |
| 1.  | Como Calcio         | 3   | 2 | 1 | 0 | 005:100 | +4    | 07     |
| 2.  | FBC Unione Venedig  | 3   | 1 | 2 | 0 | 004:200 | +2    | 05     |
| 3.  | Cosenza Calcio 1914 | 3   | 0 | 2 | 1 | 003:400 | −1    | 02     |
| 4.  | Ascoli Calcio       | 3   | 0 | 1 | 2 | 002:700 | −5    | 01     |

| 1. Spieltag         |     |                     |
| Ascoli Calcio       | 0:3 | Como Calcio         |
| Cosenza Calcio 1914 | 1:1 | FBC Unione Venedig  |
| 2. Spieltag         |     |                     |
| Como Calcio         | 1:0 | Cosenza Calcio 1914 |
| FBC Unione Venedig  | 2:0 | Ascoli Calcio       |
| 3. Spieltag         |     |                     |
| Como Calcio         | 1:1 | FBC Unione Venedig  |
| Cosenza Calcio 1914 | 2:2 | Ascoli Calcio       |

### Gruppe C
| Pl. | Verein     | Sp. | S | U | N | Tore    | Diff. | Punkte |
| --- | ---------- | --- | - | - | - | ------- | ----- | ------ |
| 1.  | AC Siena   | 3   | 2 | 1 | 0 | 007:400 | +3    | 07     |
| 2.  | US Palermo | 2   | 2 | 0 | 0 | 008:400 | +4    | 06     |
| 3.  | SSC Neapel | 3   | 1 | 0 | 2 | 004:600 | −2    | 03     |
| 4.  | AS Livorno | 3   | 0 | 1 | 2 | 002:700 | −5    | 01     |

| 1. Spieltag |     |            |
| SSC Neapel  | 1:2 | AC Siena   |
| US Palermo  | 3:0 | AS Livorno |
| 2. Spieltag |     |            |
| AS Livorno  | 1:3 | SSC Neapel |
| AC Siena    | 4:2 | US Palermo |
| 3. Spieltag |     |            |
| US Palermo  | 3:0 | SSC Neapel |
| AC Siena    | 1:1 | AS Livorno |

### Gruppe D
| Pl. | Verein          | Sp. | S | U | N | Tore    | Diff. | Punkte |
| --- | --------------- | --- | - | - | - | ------- | ----- | ------ |
| 1.  | FC Modena       | 3   | 2 | 0 | 1 | 004:400 | ±0    | 06     |
| 2.  | Cagliari Calcio | 3   | 1 | 1 | 1 | 005:200 | +3    | 04     |
| 3.  | Reggina Calcio  | 3   | 1 | 1 | 1 | 003:500 | −2    | 04     |
| 4.  | AC Lumezzane    | 3   | 0 | 2 | 1 | 001:200 | −1    | 02     |

| 1. Spieltag     |     |                 |
| FC Modena       | 1:0 | AC Lumezzane    |
| Reggina Calcio  | 2:1 | Cagliari Calcio |
| 2. Spieltag     |     |                 |
| Cagliari Calcio | 4:0 | FC Modena       |
| AC Lumezzane    | 1:1 | Reggina Calcio  |
| 3. Spieltag     |     |                 |
| Cagliari Calcio | 0:0 | AC Lumezzane    |
| FC Modena       | 3:0 | Reggina Calcio  |

### Gruppe E
| Pl. | Verein           | Sp. | S | U | N | Tore    | Diff. | Punkte |
| --- | ---------------- | --- | - | - | - | ------- | ----- | ------ |
| 1.  | Sampdoria Genua  | 3   | 2 | 0 | 1 | 004:400 | ±0    | 06     |
| 2.  | AS Cittadella    | 3   | 2 | 0 | 1 | 006:300 | +3    | 06     |
| 3.  | US Avellino      | 3   | 1 | 0 | 2 | 005:500 | ±0    | 03     |
| 4.  | AC Monza Brianza | 3   | 1 | 0 | 2 | 003:600 | −3    | 03     |

| 1. Spieltag      |     |                  |
| AC Monza Brianza | 2:1 | US Avellino      |
| Sampdoria Genua  | 2:0 | AS Cittadella    |
| 2. Spieltag      |     |                  |
| US Avellino      | 3:0 | Sampdoria Genua  |
| AS Cittadella    | 3:0 | AC Monza Brianza |
| 3. Spieltag      |     |                  |
| AS Cittadella    | 3:1 | US Avellino      |
| AC Monza Brianza | 1:2 | Sampdoria Genua  |

### Gruppe F
| Pl. | Verein         | Sp. | S | U | N | Tore    | Diff. | Punkte |
| --- | -------------- | --- | - | - | - | ------- | ----- | ------ |
| 1.  | ACR Messina    | 3   | 2 | 1 | 0 | 004:000 | +4    | 07     |
| 2.  | Vicenza Calcio | 3   | 1 | 2 | 0 | 004:200 | +2    | 05     |
| 3.  | Pescara Calcio | 3   | 1 | 0 | 2 | 003:700 | −4    | 03     |
| 4.  | FC Crotone     | 3   | 0 | 1 | 2 | 002:400 | −2    | 01     |

| 1. Spieltag    |     |                |
| FC Crotone     | 1:1 | Vicenza Calcio |
| Pescara Calcio | 0:3 | ACR Messina    |
| 2. Spieltag    |     |                |
| ACR Messina    | 1:0 | FC Crotone     |
| Vicenza Calcio | 3:1 | Pescara Calcio |
| 3. Spieltag    |     |                |
| FC Crotone     | 1:1 | Pescara Calcio |
| ACR Messina    | 0:0 | Vicenza Calcio |

### Gruppe G
| Pl. | Verein         | Sp. | S | U | N | Tore    | Diff. | Punkte |
| --- | -------------- | --- | - | - | - | ------- | ----- | ------ |
| 1.  | Ternana Calcio | 3   | 2 | 1 | 0 | 006:300 | +3    | 07     |
| 2.  | Chievo Verona  | 3   | 2 | 1 | 0 | 004:200 | +2    | 07     |
| 3.  | AC Prato       | 3   | 1 | 0 | 2 | 003:500 | −2    | 03     |
| 4.  | US Pistoiese   | 3   | 0 | 0 | 3 | 004:800 | −4    | 0      |

| 1. Spieltag    |     |                |
| US Pistoiese   | 1:2 | Chievo Verona  |
| AC Prato       | 0:2 | Ternana Calcio |
| 2. Spieltag    |     |                |
| Chievo Verona  | 1:0 | AC Prato       |
| Ternana Calcio | 3:1 | US Pistoiese   |
| 3. Spieltag    |     |                |
| US Pistoiese   | 2:3 | AC Prato       |
| Ternana Calcio | 1:1 | Chievo Verona  |

### Gruppe H
| Pl. | Verein             | Sp. | S | U | N | Tore    | Diff. | Punkte |
| --- | ------------------ | --- | - | - | - | ------- | ----- | ------ |
| 1.  | FC Empoli          | 3   | 2 | 1 | 0 | 005:100 | +4    | 07     |
| 2.  | Ancona Calcio      | 3   | 2 | 0 | 1 | 004:200 | +2    | 06     |
| 3.  | Salernitana Calcio | 3   | 1 | 0 | 2 | 004:600 | −2    | 03     |
| 4.  | Catania Calcio     | 3   | 0 | 1 | 2 | 001:500 | −4    | 01     |

| 1. Spieltag        |     |                    |
| FC Empoli          | 1:0 | Ancona Calcio      |
| Salernitana Calcio | 3:0 | Catania Calcio     |
| 2. Spieltag        |     |                    |
| Ancona Calcio      | 3:1 | Salernitana Calcio |
| Catania Calcio     | 1:1 | FC Empoli          |
| 3. Spieltag        |     |                    |
| Catania Calcio     | 0:1 | Ancona Calcio      |
| FC Empoli          | 3:0 | Salernitana Calcio |

## Qualifikationsrunde
Die qualifizierten Gruppensieger hatten im Hinspiel Heimrecht. Bei Torgleichstand galt die Auswärtstorregel. Die Ergebnisse sind stets aus der Sicht der erstgenannten Mannschaft zu betrachten.
|                 | Gesamt    |                | Hinspiel | Rückspiel |
| --------------- | --------- | -------------- | -------- | --------- |
| FC Empoli       | 4:5       | FC Bologna     | 1:4      | 3:1       |
| ACR Messina     | 5:2       | US Lecce       | 2:1      | 3:1       |
| FC Modena       | 4:7       | AC Perugia     | 1:1      | 3:6       |
| Piacenza Calcio | (a)1:1(a) | CFC Genua      | 0:0      | 1:1       |
| AC Siena        | (a)3:3(a) | Hellas Verona  | 1:0      | 2:3       |
| Ternana Calcio  | 4:6       | Udinese Calcio | 4:4      | 0:2       |
| Como Calcio     | 4:0       | AC Florenz     | 2:0      | 2:0       |
| Sampdoria Genua | (a)3:3(a) | Torino Calcio  | 1:1      | 2:2       |

## Achtelfinale
|                 | Gesamt          |                  | Hinspiel | Rückspiel |
| --------------- | --------------- | ---------------- | -------- | --------- |
| FC Bologna      | (a)2:2(a)       | Atalanta Bergamo | 2:2      | 0:0       |
| Como Calcio     | 1:1 (3:6 i. E.) | Brescia Calcio   | 1:0      | 0:1       |
| Lazio Rom       | 3:1             | AC Siena         | 2:1      | 1:0       |
| ACR Messina     | 2:3             | AC Parma         | 0:2      | 2:1       |
| Piacenza Calcio | 2:4             | AS Rom           | 2:1      | 0:3       |
| Sampdoria Genua | 3:7             | Juventus Turin   | 1:2      | 2:5       |
| Udinese Calcio  | 4:2             | Inter Mailand    | 2:1      | 2:2       |
| AC Mailand      | 3:0             | AC Perugia       | 3:0      | 0:0       |

## Viertelfinale
|                | Gesamt    |                  | Hinspiel | Rückspiel |
| -------------- | --------- | ---------------- | -------- | --------- |
| Udinese Calcio | (a)1:1(a) | AC Parma         | 1:1      | 0:0       |
| AS Rom         | 0:4       | Brescia Calcio   | 0:1      | 0:3       |
| Juventus Turin | 5:4       | Atalanta Bergamo | 4:2      | 1:2       |
| AC Mailand     | 5:3       | Lazio Rom        | 2:1      | 3:2       |

## Halbfinale
|            | Gesamt |                | Hinspiel | Rückspiel |
| ---------- | ------ | -------------- | -------- | --------- |
| AC Mailand | 2:3    | Juventus Turin | 1:2      | 1:1       |
| AC Parma   | 3:2    | Brescia Calcio | 2:0      | 1:2       |

## Finale

### Hinspiel
| Juventus Turin                                           | Juventus Turin | AC Parma | AC Parma |
| -------------------------------------------------------- | --- | --- | -------- |
| Juventus Turin                                           | \| 24. April 2002 um 20:50 Uhr in Turin (Stadio delle Alpi) \| \| Ergebnis: 2:1 (1:0) \| \| Schiedsrichter: Pierluigi Collina (Bologna) \| | \| 24. April 2002 um 20:50 Uhr in Turin (Stadio delle Alpi) \| \| Ergebnis: 2:1 (1:0) \| \| Schiedsrichter: Pierluigi Collina (Bologna) \| | AC Parma |
| Juventus Turin                                           | Fabián Carini – Alessandro Birindelli, Lilian Thuram, Igor Tudor (46. Paolo Montero), Michele Paramatti – Cristian Zenoni, Antonio Conte, Edgar Davids (58. Alessio Tacchinardi), Pavel Nedvěd (46. Gianluca Zambrotta) – Marcelo Zalayeta, Nicola Amoruso Cheftrainer: Marcello Lippi | Cláudio Taffarel – Martin Djetou (46. Sergei Gurenko), Alain Boghossian, Antonio Benarrivo, Luigi Sartor – Stephen Appiah (74. Hidetoshi Nakata), Sabri Lamouchi, Aimo Diana, Marco Marchionni, Johan Micoud – Hakan Şükür (58. Emiliano Bonazzoli) Cheftrainer: Pietro Carmignani | AC Parma |
| Juventus Turin                                           | 1:0 Nicola Amoruso (5.) 2:0 Marcelo Zalayeta (57.) | 2:1 Hidetoshi Nakata (90.) | AC Parma |
| 24. April 2002 um 20:50 Uhr in Turin (Stadio delle Alpi) | | |          |
| Ergebnis: 2:1 (1:0)                                      | | |          |
| Schiedsrichter: Pierluigi Collina (Bologna)              | | |          |

### Rückspiel
| AC Parma                                                  | AC Parma | Juventus Turin | Juventus Turin |
| --------------------------------------------------------- | --- | --- | -------------- |
| AC Parma                                                  | \| 10. Mai 2002 um 20:50 Uhr in Parma (Stadio Ennio Tardini) \| \| Ergebnis: 1:0 (1:0) \| \| Schiedsrichter: Gianluca Paparesta (Bari) \| | \| 10. Mai 2002 um 20:50 Uhr in Parma (Stadio Ennio Tardini) \| \| Ergebnis: 1:0 (1:0) \| \| Schiedsrichter: Gianluca Paparesta (Bari) \| | Juventus Turin |
| AC Parma                                                  | Cláudio Taffarel – Luigi Sartor (88. Matteo Ferrari), Néstor Sensini, Antonio Benarrivo, Aimo Diana – Matías Almeyda, Sabri Lamouchi, Júnior, Johan Micoud (83. Emiliano Bonazzoli) – Hidetoshi Nakata (41. Stephen Appiah), Marco Di Vaio Cheftrainer: Pietro Carmignani | Fabián Carini – Alessandro Birindelli (46. Alessandro Del Piero), Ciro Ferrara, Paolo Montero, Michele Paramatti – Cristian Zenoni, Antonio Conte, Alessio Tacchinardi, Gianluca Zambrotta – Nicola Amoruso (56. David Trezeguet), Marcelo Zalayeta (73. Marcelo Salas) Cheftrainer: Marcello Lippi | Juventus Turin |
| AC Parma                                                  | 1:0 Júnior (3.) | | Juventus Turin |
| 10. Mai 2002 um 20:50 Uhr in Parma (Stadio Ennio Tardini) | | |                |
| Ergebnis: 1:0 (1:0)                                       | | |                |
| Schiedsrichter: Gianluca Paparesta (Bari)                 | | |                |

Mit einem Endstand von 2:2 wurde der AC Parma entsprechend der Auswärtstorregel zum Coppa-Italia-Sieger der Saison 2001/02. Es war der dritte Titel in diesem Wettbewerb in der Vereinsgeschichte, wobei der zweite Erfolg nur drei Jahre zurückliegt. Des Weiteren war es der sechste große Titel für Parma innerhalb der Parmalat-Ära.
Für Trainer Pietro Carmignani war es der erste Coppa-Italia-Titel seiner Trainerkarriere. Torschützenkönig dieser Coppa wurde Juventus-Stürmer Nicola Amoruso mit sechs Treffern.